# Mihai Chirilov
Mihai Chirilov (pe numele întreg Mihai-Cristian Chirilov) (n. 8 decembrie 1971, Tulcea) este un critic de film român, directorul artistic al Festivalului Internațional de Film Transilvania (TIFF).

## Biografie
A absolvit în 1994 Facultatea de Electronică din cadrul Institutului Politehnic București. În același an începe să publice recenzii despre filme în revista Dilema. Este angajat la proaspăt-înființata publicație lunară ProCinema, unde în scurt timp devine redactor-șef adjunct.
În 2002 – împreună cu regizorul Tudor Giurgiu – pune bazele  Festivalului Internațional de Film Transilvania (TIFF), cel mai bun festival de profil din România și unul dintre cele mai importante din estul Europei.
A înființat revista lunară de cultură alternativă Re:publik – singura publicație despre film, muzică & cultură urbană din România în perioada 2005-2008.

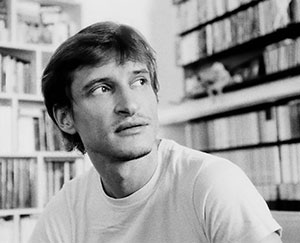

S-a ocupat de pagina de film a revistei Cosmopolitan și a colaborat (sau colaborează) la revistele HBO, Dilema veche, Observator cultural etc.
Începând din 2006 organizează – împreună cu ICR New York, Festivalul de film Tribeca și Festivalul Transilvania – festivalul anual de film românesc desfășurat la Tribeca Cinemas din New York.
Este invitat în juriile unor festivaluri de film de prestigiu, cum ar fi cel de la Berlin, Chicago, Gotteborg, Hong Kong, Karlovy Vary, Moscova, San Francisco etc.
A susținut prelegeri despre filmul românesc la Barcelona, Londra, New York etc. și a curatoriat aproape toate edițiile “Zilelor filmului britanic” la București.
A participat la expozițiile colective Anatopismes (Institutul Cultural Francez din București, 1996) și Bu York & Newcharest (Centrul Cultural Român din New York, 1999).
A tradus romane de Chuck Palahniuk apărute la editura Polirom.

## Lucrări publicate
- Lars von Trier: filmele, femeile, fantomele (în colaborare cu Alex. Leo Șerban și Ștefan Bălan - Ed. Idea Design & Print 2004), Premiul Asociației criticilor de film din România